# Stellio Lozza

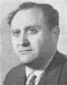

Stellio Mauro Lozza (Santa Giuletta, 28 luglio 1906 – Alessandria, 10 giugno 1975) è stato un politico, partigiano e sindacalista italiano.

## Biografia
Nasce in una famiglia di artigiani nell'Oltrepò Pavese. Frequenta le scuola magistrale e negli ultimi anni degli studi superiori si avvicina al movimento socialista. Nel 1925 si iscrive al Partito Socialista Italiano, dove ricopre ruoli dirigenziali nella federazione giovanile.
Si iscrive alla facoltà di lettere, laureandosi nel 1934. Negli anni successivi si trasferisce ad Alessandria con la famiglia. A seguito dell'armistizio del 1943, si avvicina alla corrente comunista attiva nel liceo dove egli insegna. Entrato in clandestinità, si aggrega alla 79ª Brigata Garibaldi.
Dopo la fine del conflitto viene nominato provveditore agli studi di Alessandria, ricopre il ruolo di sindacalista scuola per la CGIL. Membro dell'Assemblea Costituente, viene eletto nelle file del Partito Comunista alla Camera, nella I e II legislatura, restando in carica fino al 1958.
Negli ultimi anni di vita diventa sindaco della sua città natale. Muore a seguito di un'embolia cerebrale all'Ospedale Civile di Alessandria.